# Mycetophila kaingangi
Mycetophila kaingangi är en tvåvingeart som beskrevs av Lane 1956. Mycetophila kaingangi ingår i släktet Mycetophila och familjen svampmyggor. Inga underarter finns listade i Catalogue of Life.